# 長者町駅
長者町駅（ちょうじゃまちえき）は、千葉県いすみ市岬町長者にある、東日本旅客鉄道（JR東日本）外房線の駅である。旧・岬町の代表駅。
東浪見駅 - 当駅間は複線区間、当駅 - 御宿駅間は単線区間となる。

## 歴史
- 1899年（明治32年）12月13日：房総鉄道の駅として開設[1]。旅客・貨物取扱[2]。
- 1907年（明治40年）9月1日：房総鉄道が買収され、帝国鉄道庁の駅となる[1]。
- 1962年（昭和37年）10月1日：貨物取扱廃止[2]。
- 1972年（昭和47年）3月1日：荷物扱い廃止[2]。
- 1987年（昭和62年）4月1日：国鉄分割民営化に伴い、東日本旅客鉄道（JR東日本）の駅となる[1]。
- 1995年（平成7年）：東浪見駅 - 当駅間複線化。
- 2004年（平成16年）10月16日：ICカード「Suica」の利用が可能となる[3]。東京近郊区間に組み込まれる[3]。

## 駅構造
相対式ホーム2面2線を有する地上駅。ホームは嵩上げされていない。互いのホームは跨線橋で連絡している。木造駅舎を有する。
茂原統括センター（茂原駅）管理のJR東日本ステーションサービスによる業務委託駅。自動券売機・簡易Suica改札機が設置されている。
2010年（平成22年）2月10日より外房線PRC型自動放送が導入された。

### のりば

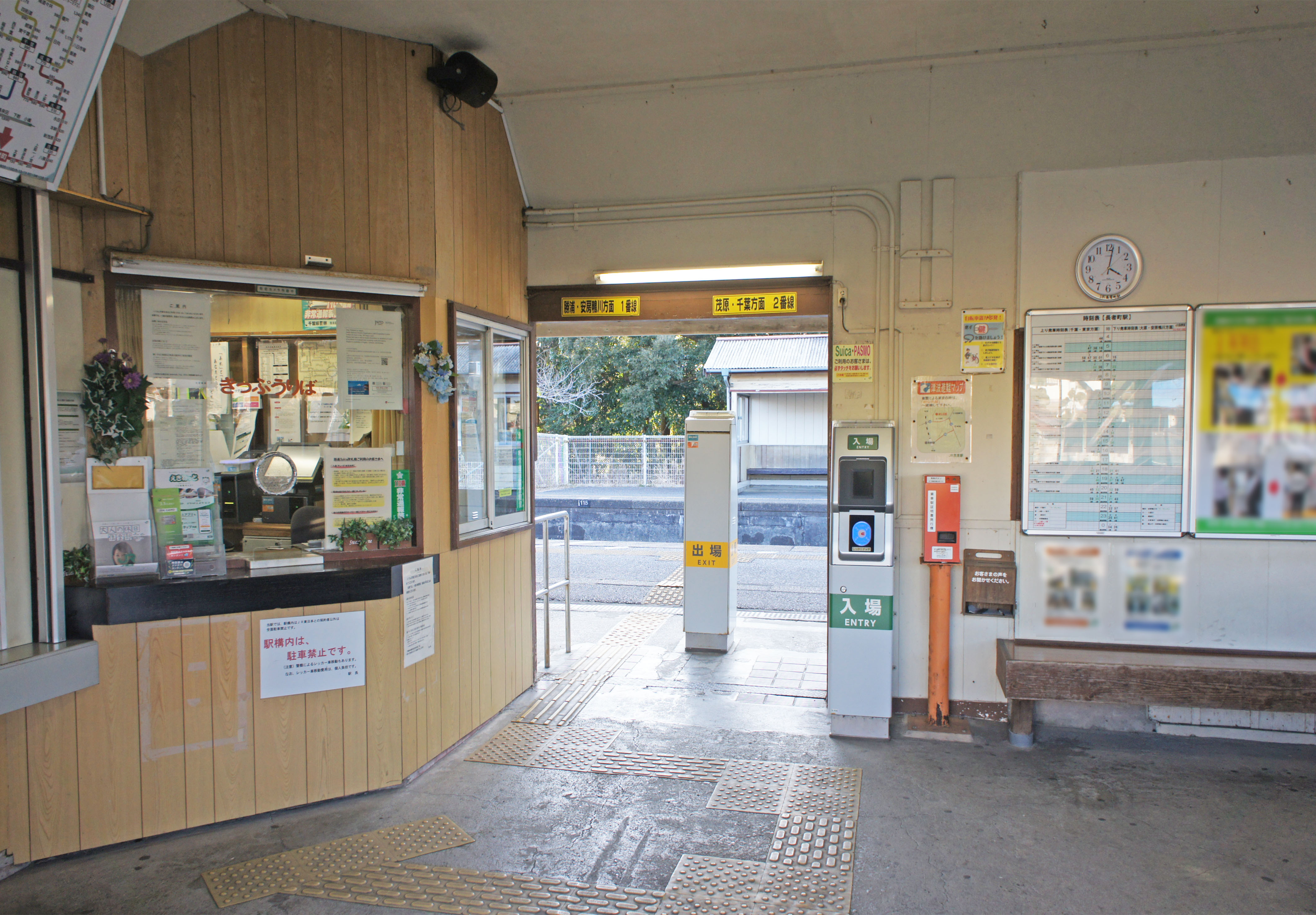
改札口（2022年2月）
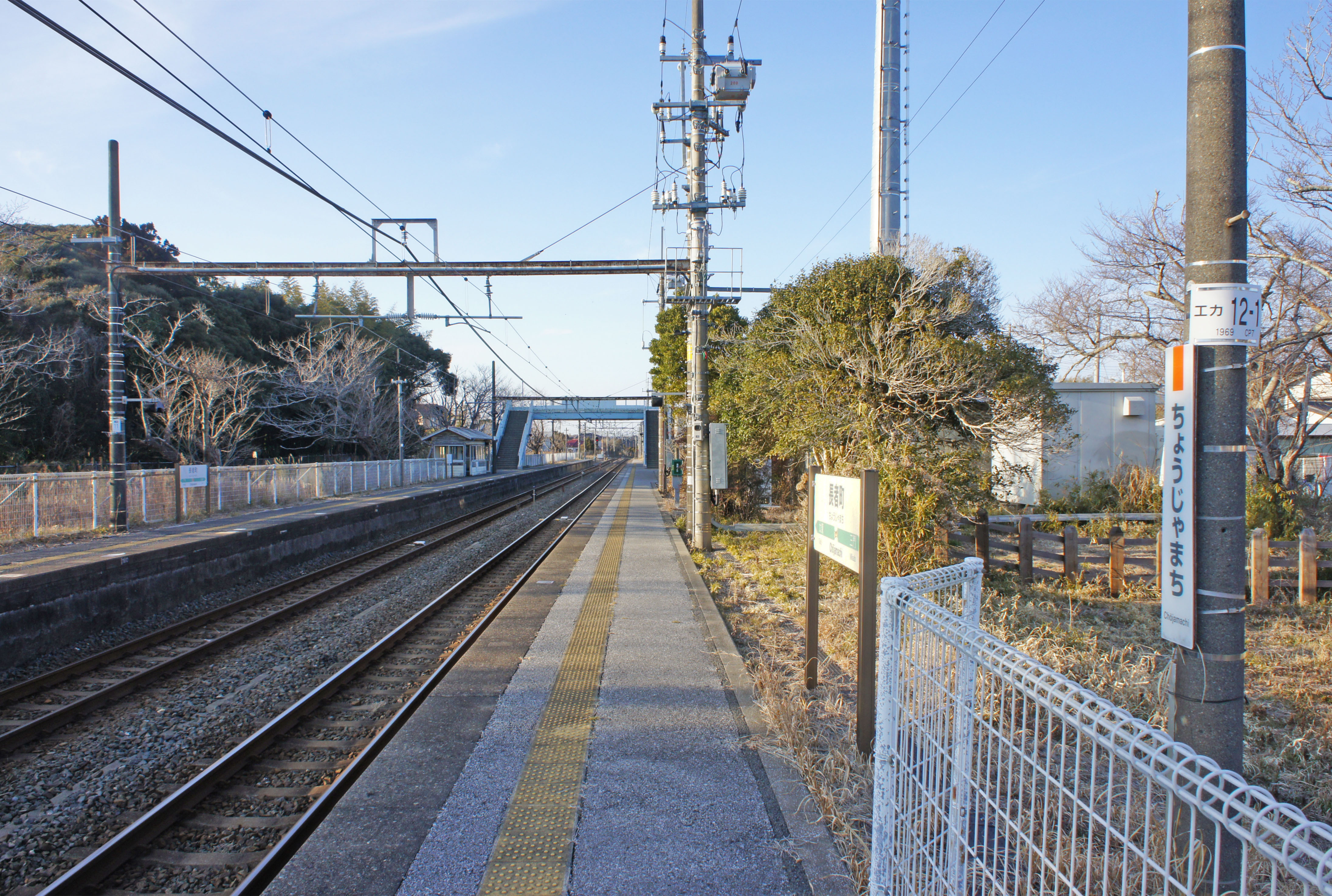
駅ホーム（2022年2月）

| 番線 | 路線    | 方向 | 行先                     |
| ---- | ------- | ---- | ------------------------ |
| 1    | ■外房線 | 下り | 大原・勝浦・安房鴨川方面 |
| 2    | ■外房線 | 上り | 茂原・千葉方面           |

（出典：JR東日本:駅構内図）
- ホームは11両編成までに対応する。

- 改札口（2022年2月）
- 駅ホーム（2022年2月）

## 利用状況
2023年度（令和5年度）の1日平均乗車人員は288人である。
JR東日本および千葉県統計年鑑によると、1990年度（平成2年度）以降の1日平均乗車人員の推移は以下の通り。
| 年度               | 1日平均 乗車人員 | 出典     |
| ------------------ | ---------------- | -------- |
| 1990年（平成02年） | 690              | [ * 1 ]  |
| 1991年（平成03年） | 709              | [ * 2 ]  |
| 1992年（平成04年） | 727              | [ * 3 ]  |
| 1993年（平成05年） | 704              | [ * 4 ]  |
| 1994年（平成06年） | 669              | [ * 5 ]  |
| 1995年（平成07年） | 672              | [ * 6 ]  |
| 1996年（平成08年） | 667              | [ * 7 ]  |
| 1997年（平成09年） | 674              | [ * 8 ]  |
| 1998年（平成10年） | 708              | [ * 9 ]  |
| 1999年（平成11年） | 684              | [ * 10 ] |
| 2000年（平成12年） | 654              | [ * 11 ] |
| 2001年（平成13年） | 644              | [ * 12 ] |
| 2002年（平成14年） | 633              | [ * 13 ] |
| 2003年（平成15年） | 639              | [ * 14 ] |
| 2004年（平成16年） | 635              | [ * 15 ] |
| 2005年（平成17年） | 622              | [ * 16 ] |
| 2006年（平成18年） | 653              | [ * 17 ] |
| 2007年（平成19年） | 642              | [ * 18 ] |
| 2008年（平成20年） | 632              | [ * 19 ] |
| 2009年（平成21年） | 614              | [ * 20 ] |
| 2010年（平成22年） | 584              | [ * 21 ] |
| 2011年（平成23年） | 578              | [ * 22 ] |
| 2012年（平成24年） | 576              | [ * 23 ] |
| 2013年（平成25年） | 553              | [ * 24 ] |
| 2014年（平成26年） | 494              | [ * 25 ] |
| 2015年（平成27年） | 421              | [ * 26 ] |
| 2016年（平成28年） | 402              | [ * 27 ] |
| 2017年（平成29年） | 357              | [ * 28 ] |
| 2018年（平成30年） | 341              | [ * 29 ] |
| 2019年（令和元年） | 334              | [ * 30 ] |
| 2020年（令和02年） | 255              |          |
| 2021年（令和03年） | 259              |          |
| 2022年（令和04年） | 266              |          |
| 2023年（令和05年） | 288              |          |

## 駅周辺
- 国道128号（外房黒潮ライン）
- 千葉県道152号一宮椎木長者線
- 千葉県道154号夷隅長者線
- いすみ市役所岬庁舎（旧・岬町役場）
- 岬ふれあい会館文化センター
- いすみ市岬公民館・運動場

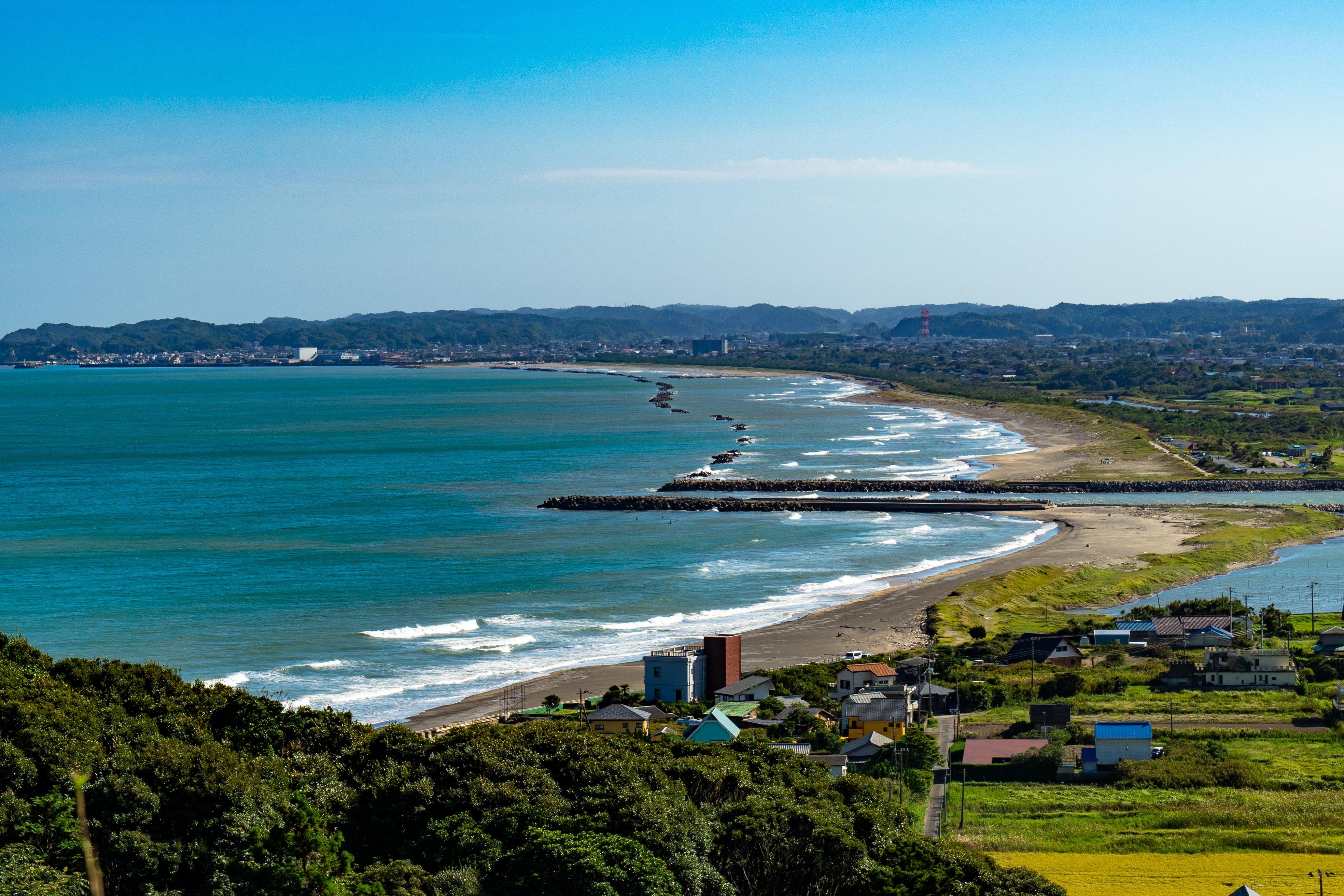
太東埼灯台付近より望む和泉浦海岸

- 大原高校園芸実習場（旧・千葉県立岬高等学校）
- いすみ市立長者小学校
- いすみ市立中根小学校
- いすみ市立長者保育所
- いすみ警察署中滝駐在所
- JAいすみ中根支所
- いすみ市B&G海洋センター
- 岬郵便局
- 千葉銀行長者支店
- 房総信用組合岬支店
- コメリハード&グリーンいすみ岬店
- ケーズデンキいすみ店
- 和泉浦海岸
- 長者児童遊園
- いすみ市民バス「長者町駅」停留所

## 隣の駅
東日本旅客鉄道（JR東日本）
■外房線
■普通（各駅停車）
太東駅 - 長者町駅 - 三門駅

### 記事本文
1. 1 2 3 4  曽根悟（監修） 著、朝日新聞出版分冊百科編集部 編『週刊 歴史でめぐる鉄道全路線 国鉄・JR』 31号 内房線・外房線・久留里線、朝日新聞出版〈週刊朝日百科〉、2010年2月21日、22-23頁。
2. 1 2 3  石野哲（編）『停車場変遷大事典 国鉄・JR編 Ⅱ』JTB、1998年、615頁。ISBN 978-4-533-02980-6。
3. 1 2  『首都圏でSuicaをご利用いただけるエリアが広がります』（PDF）（プレスリリース）東日本旅客鉄道、2004年8月23日。オリジナルの2019年7月9日時点におけるアーカイブ。2019年7月29日閲覧。

### 利用状況
1. ↑  千葉県統計年鑑 - 千葉県

JR東日本の2000年度以降の乗車人員
1. 1 2  各駅の乗車人員（2023年度） - JR東日本
2. ↑  各駅の乗車人員（2000年度） - JR東日本
3. ↑  各駅の乗車人員（2001年度） - JR東日本
4. ↑  各駅の乗車人員（2002年度） - JR東日本
5. ↑  各駅の乗車人員（2003年度） - JR東日本
6. ↑  各駅の乗車人員（2004年度） - JR東日本
7. ↑  各駅の乗車人員（2005年度） - JR東日本
8. ↑  各駅の乗車人員（2006年度） - JR東日本
9. ↑  各駅の乗車人員（2007年度） - JR東日本
10. ↑  各駅の乗車人員（2008年度） - JR東日本
11. ↑  各駅の乗車人員（2009年度） - JR東日本
12. ↑  各駅の乗車人員（2010年度） - JR東日本
13. ↑  各駅の乗車人員（2011年度） - JR東日本
14. ↑  各駅の乗車人員（2012年度） - JR東日本
15. ↑  各駅の乗車人員（2013年度） - JR東日本
16. ↑  各駅の乗車人員（2014年度） - JR東日本
17. ↑  各駅の乗車人員（2015年度） - JR東日本
18. ↑  各駅の乗車人員（2016年度） - JR東日本
19. ↑  各駅の乗車人員（2017年度） - JR東日本
20. ↑  各駅の乗車人員（2018年度） - JR東日本
21. ↑  各駅の乗車人員（2019年度） - JR東日本
22. ↑  各駅の乗車人員（2020年度） - JR東日本
23. ↑  各駅の乗車人員（2021年度） - JR東日本
24. ↑  各駅の乗車人員（2022年度） - JR東日本

千葉県統計年鑑
1. ↑  千葉県統計年鑑（平成3年）
2. ↑  千葉県統計年鑑（平成4年）
3. ↑  千葉県統計年鑑（平成5年）
4. ↑  千葉県統計年鑑（平成6年）
5. ↑  千葉県統計年鑑（平成7年）
6. ↑  千葉県統計年鑑（平成8年）
7. ↑  千葉県統計年鑑（平成9年）
8. ↑  千葉県統計年鑑（平成10年）
9. ↑  千葉県統計年鑑（平成11年）
10. ↑  千葉県統計年鑑（平成12年）
11. ↑  千葉県統計年鑑（平成13年）
12. ↑  千葉県統計年鑑（平成14年）
13. ↑  千葉県統計年鑑（平成15年）
14. ↑  千葉県統計年鑑（平成16年）
15. ↑  千葉県統計年鑑（平成17年）
16. ↑  千葉県統計年鑑（平成18年）
17. ↑  千葉県統計年鑑（平成19年）
18. ↑  千葉県統計年鑑（平成20年）
19. ↑  千葉県統計年鑑（平成21年）
20. ↑  千葉県統計年鑑（平成22年）
21. ↑  千葉県統計年鑑（平成23年）
22. ↑  千葉県統計年鑑（平成24年）
23. ↑  千葉県統計年鑑（平成25年）
24. ↑  千葉県統計年鑑（平成26年）
25. ↑  千葉県統計年鑑（平成27年）
26. ↑  千葉県統計年鑑（平成28年）
27. ↑  千葉県統計年鑑（平成29年）
28. ↑  千葉県統計年鑑（平成30年）
29. ↑  千葉県統計年鑑（令和元年）
30. ↑  千葉県統計年鑑（令和2年）